# Coppa Daejoo
La Coppa Daejoo (coreano: 대주배 시니어 최강자전, «Campionato senior della Coppa Daejoo») è una competizione goistica sudcoreana riservata ai goisti professionisti senior.
Le prime sei edizioni sono state sponsorizzate dal gruppo Daejoo, da 2020 è organizzata da The Kookje Daily News e da Baduk TV, e sostenuta da TM Marine; la competizione prevede una borsa di 15 milioni di won per il vincitore e di 5 milioni di won per il secondo classificato.
Dopo un torneo preliminare (1 ora di tempo, komi pari a 6,5), 16 qualificati accedono al tabellone principale. Il formato della competizione è quello di un torneo a eliminazione diretta  con un tempo di 15 minuti a testa e 3 byo-yomi da 45 secondi; il komi è di 6,5 punti.

## Albo d'oro
| Edizione | Anno | Vincitore      | Secondo classificato |
| -------- | ---- | -------------- | -------------------- |
| 1        | 2010 | Cho Hun-hyun   | Seo Bong-soo         |
| 2        | 2011 | Seo Nung-wuk   | Cho Hun-hyun         |
| 3        | 2012 | Seo Nung-wuk   | Seo Bong-soo         |
| 4        | 2013 | Cho Hun-hyun   | Choi Kyubyeong       |
| 5        | 2018 | Cho Chikun     | Cho Hye-yeon         |
| 6        | 2019 | Choi Kyubyeong | Cho Hye-yeon         |
| 7        | 2020 | Cho Hye-yeon   | Kim Young-hwan       |
| 8        | 2021 | Seo Bong-soo   | Yoo Chang-hyuk       |
| 9        | 2022 | Kim Hyeoimin   | Lee Min-jin          |
| 10       | 2023 | Yoo Chang-hyuk | Kwon Hyo-jin         |
| 11       | 2024 | Seo Bong-soo   | Han Jong-jin         |
| 12       | 2025 | Yoo Chang-hyuk | Lee Chang-ho         |